# كأس هولندا 2023–24
كأس هولندا 2023–24 هو الموسم 106 من بطولة خروج المغلوب السنوية لكرة القدم الهولندية لكأس هولندا. تنافس 110 فرق في البطولة، بدءًا من شهر أغسطس بالجولة الأولى من جولتين تمهيديتين، وتنتهي في أبريل 2024 بالمباراة النهائية التي أقيمت في دي كويب في روتردام. تأهلوا إلى مرحلة الدوري في الدوري الأوروبي 2024–25. كان آيندهوفن هو حامل اللقب مرتين، بعد أن تغلب على أياكس 3–2 بركلات الترجيح بعد التعادل 1–1 في نهائي الموسم السابق.
فاز فاينورد بالكأس (فوزه الرابع عشر بالكأس) في 21 أبريل 2024، بعد هزيمة إن إي سي 1–0 في النهائي. وبما أنهم تأهلوا بناءً على موقعهم في الدوري، فقد تم نقل مكان الدوري الأوروبي من الكأس إلى الفريق صاحب المركز الرابع في الدوري الهولندي الممتاز 2023–24.